# Ланда Наум Мойсейович
Нау́м Мойсе́йович Ла́нда (рос. Наум Моисеевич Ланда; * 9 грудня 1928, Стара Ушиця, нині смт Кам'янець-Подільського району Хмельницької області — † 21 вересня 1998) — російський філософ. Кандидат філософських наук (1972). Заслужений працівник культури Російської Федерації.

## Біографія
1951 року закінчив історичний факультет Московського університету.
Від 1953 року працював у видавництві «Советская Энциклопедия» (від 1992 року — «Большая Российская Энциклопедия»): молодший редактор, науковий редактор; від 1960 року — в редакції філософії, від 1968 року — її завідувач, від 1992 року — заступник головного редактора із суспільно-політичних і гуманітарних наук.
1972 року захистив кандидатську дисертацію «Розподіл праці та соціальна структура».
Брав активну участь у виданні п'ятитомної «Філософської енциклопедії» (1960—1970), працював науковим редактором з питань історичного матеріалізму, соціології та історії зарубіжної філософії. Автор статті «Розподіл праці», розділу «Розвиток Леніном  теорії наукового комунізму» у статті «Комунізм», розділу «Науки про людину та суспільство» в статті «Наука».
Завідував редакцією філософії «Філософського енциклопедичного словника» (два видання — 1983 і 1989), другого та третього видань «Великої Радянської Енциклопедії», «Радянського енциклопедичного словника», «Великого енциклопедичного словника», «Всесвітнього біографичного словника» та ін. Автор статей для цих видань, а також для виданого Політвидавом (нині видавництво «Республіка») «Філософського словника» (зокрема, словника 1991 року), «Короткого політичного словника», статей для «Дитячої енциклопедії» (в семи томах, видавництво «Просвещение»), для Естонської енциклопедії та ін.
Дружина Жанна Борисівна Ланда (народилася 5 грудня 1928 року). Донька Олена Наумівна Ланда (народилася 3 жовтня 1949 року).